# Ворошилов, Виктор Фёдорович
Виктор Фёдорович Ворошилов (15 августа 1926, Москва — 5 марта 2011, Москва) — советский футболист, тренер. Правый нападающий и капитан куйбышевских «Крыльев Советов» и московского «Локомотива». Заслуженный мастер спорта СССР (1955). Мастер спорта СССР (1951).

## Биография
Виктор Ворошилов родился 15 августа 1926 года в селе Всехсвятском (сейчас это московский район Сокол). Окончил школу № 144 (ныне школа № 1384 имени А. А. Леманского).
Футболом увлекался с детства. Первой командой стала секция футбола СЮП. В войну и послевоенное время, работал на авиационном заводе токарем, играл в заводской команде. Был приглашён в Куйбышев и несмотря на то, что зарплата токаря 6-го разряда была в несколько раз выше, согласился на переезд.
Первый гол забил в своём 26-м матче за клуб, однако впоследствии, вместе со своим партнёром по атаке Александром Гулевским они составили главную ударную силу «Крыльев». На их долю пришлось больше половины голов, забитых командой.
В 1953 году выступал за «Зенит» (Ленинград) в ходе международного турне по Скандинавии, а также против сборной Финляндии.
26 сентября 1954 был участником первого матча второй сборной СССР в Будапеште против второй сборной Венгрии (3:0, забил первый гол).
В 1956 году перешёл в московский «Локомотив», в котором играл до 36 лет, причём в сезоне 1961 года, в возрасте 35 лет, забил 20 голов в чемпионате страны.
Журналист Лев Филатов описывал его так: «Немудрено, что в „Локомотиве“ он забил большую часть своих голов и представляет его в федотовском Клубе. Ворошилов умел всего себя вложить в завершающий удар. Не будучи силачом, он так резко замахивался, так наклонялся в ту сторону, куда должен был полететь мяч, так помогал себе взмахом рук, что выстрел получался сокрушительным, за снарядом уследить было невозможно, и лишь запоздалое движение вратаря указывало, где пробоина».
По окончании карьеры игрока остался в клубе помощником тренера. Потом работал тренером федерации футбола РСФСР (1966—1968), опять помощником тренера в «Локомотиве» и тренером футбольной школы «Локомотива» (1973—1991). Несколько лет являлся президентом футбольного клуба ветеранов России.
Детской футбольной лигой при поддержке футбольной школы «Чертаново» проводится ежегодный турнир «Ворошиловские стрелки», посвященный Ворошилову.

## Достижения
- Обладатель Кубка СССР 1957
- Финалист Кубка СССР: 1953
- Серебряный призёр чемпионата СССР: 1959
- В списках 33 лучших футболистов сезона в СССР: № 1 — 1958; № 3 — 1951
- Член клуба Григория Федотова (117 мячей)
- Капитан ФК Крылья Советов: 1951—1955
- Капитан ФК «Локомотив» Москва: 1957—1962

## Клубная статистика
| Выступление               | Выступление      | Выступление      | Первенство | Первенство | Кубок | Кубок | Прочие | Прочие | Итого | Итого |
| Клуб                      | Лига             | Сезон            | Игры       | Голы       | Игры  | Голы  | Игры   | Голы   | Игры  | Голы  |
| ------------------------- | ---------------- | ---------------- | ---------- | ---------- | ----- | ----- | ------ | ------ | ----- | ----- |
| Крылья Советов (Куйбышев) | высшая лига      | 1949             | 27         | 1          | —     | —     | —      | —      | 27    | 1     |
| Крылья Советов (Куйбышев) | высшая лига      | 1950             | 35         | 7          | 7     | 0     | —      | —      | 42    | 7     |
| Крылья Советов (Куйбышев) | высшая лига      | 1951             | 26         | 10         | 4     | 3     | —      | —      | 30    | 13    |
| Крылья Советов (Куйбышев) | высшая лига      | 1952             | 13         | 4          | 1     | 0     | 11     | 7      | 25    | 11    |
| Крылья Советов (Куйбышев) | высшая лига      | 1953             | 21         | 7          | 3     | 0     | 1      | 1      | 25    | 8     |
| Крылья Советов (Куйбышев) | высшая лига      | 1954             | 24         | 8          | 1     | 2     | —      | —      | 25    | 10    |
| Крылья Советов (Куйбышев) | высшая лига      | 1955             | 22         | 7          | 1     | 0     | 1      | 0      | 24    | 7     |
| Крылья Советов (Куйбышев) | Итого            | Итого            | 168        | 44         | 17    | 5     | 13     | 8      | 198   | 57    |
| Локомотив (Москва)        | высшая лига      | 1956             | 20         | 8          | —     | —     | —      | —      | 20    | 8     |
| Локомотив (Москва)        | высшая лига      | 1957             | 22         | 9          | 5     | 1     | —      | —      | 27    | 10    |
| Локомотив (Москва)        | высшая лига      | 1958             | 21         | 10         | 3     | 1     | —      | —      | 24    | 11    |
| Локомотив (Москва)        | высшая лига      | 1959             | 18         | 4          | 1     | 0     | —      | —      | 19    | 4     |
| Локомотив (Москва)        | высшая лига      | 1960             | 30         | 7          | —     | —     | —      | —      | 30    | 7     |
| Локомотив (Москва)        | высшая лига      | 1961             | 28         | 20         | 4     | 1     | —      | —      | 32    | 21    |
| Локомотив (Москва)        | высшая лига      | 1962             | 23         | 5          | 1     | 1     | —      | —      | 24    | 6     |
| Локомотив (Москва)        | Итого            | Итого            | 162        | 63         | 14    | 4     | —      | —      | 176   | 67    |
| Зенит (Ленинград)         | турне            | 1953             | 0          | 0          | 0     | 0     | 4      | 0      | 4     | 0     |
| Зенит (Ленинград)         | Итого            | Итого            | 0          | 0          | 0     | 0     | 4      | 0      | 4     | 0     |
| Спартак (Москва)          | турне            | 1954             | 0          | 0          | 0     | 0     | 4      | 0      | 4     | 0     |
| Спартак (Москва)          | Итого            | Итого            | 0          | 0          | 0     | 0     | 4      | 0      | 4     | 0     |
| Всего за карьеру          | Всего за карьеру | Всего за карьеру | 330        | 107        | 31    | 9     | 18     | 8      | 379   | 124   |

- 13 августа 1952 в аннулированном матче ЦДСА — Крылья Советов (Куйбышев) (4:2) забил гол
- 19 апреля 1953 в аннулированном матче Крылья Советов — МВО (Москва) (1:1) забил гол

## Матчи за сборные СССР
| №                                    | Дата             | Соперник             | Матч     | Счёт | Минуты | Мячи |
| ------------------------------------ | ---------------- | -------------------- | -------- | ---- | ------ | ---- |
| Национальная сборная СССР по футболу |                  |                      |          |      |        |      |
| неоф.                                | 30 августа 1958  | Чехословакия         | ТМ       | 2:1  | 90'    | 56′  |
| Олимпийская сборная СССР по футболу  |                  |                      |          |      |        |      |
| неоф.                                | 5 сентября 1959  | СССР-2               | ТМ       | 3:2  | 90'    | —    |
| 1                                    | 13 сентября 1959 | Болгария-2           | ООИ-1960 | 0:1  | 90'    | —    |
| Сборная СССР-2 по футболу            |                  |                      |          |      |        |      |
| неоф.                                | 26 сентября 1954 | Венгрия              | ТМ       | 3:0  | 90'    | 39′  |
| неоф.                                | 26 сентября 1954 | СССР (второй состав) | ТМ       | 2:1  | 90'    | —    |

## Память
- Его имя увековечено на Аллее славы стадиона «РЖД Арена».

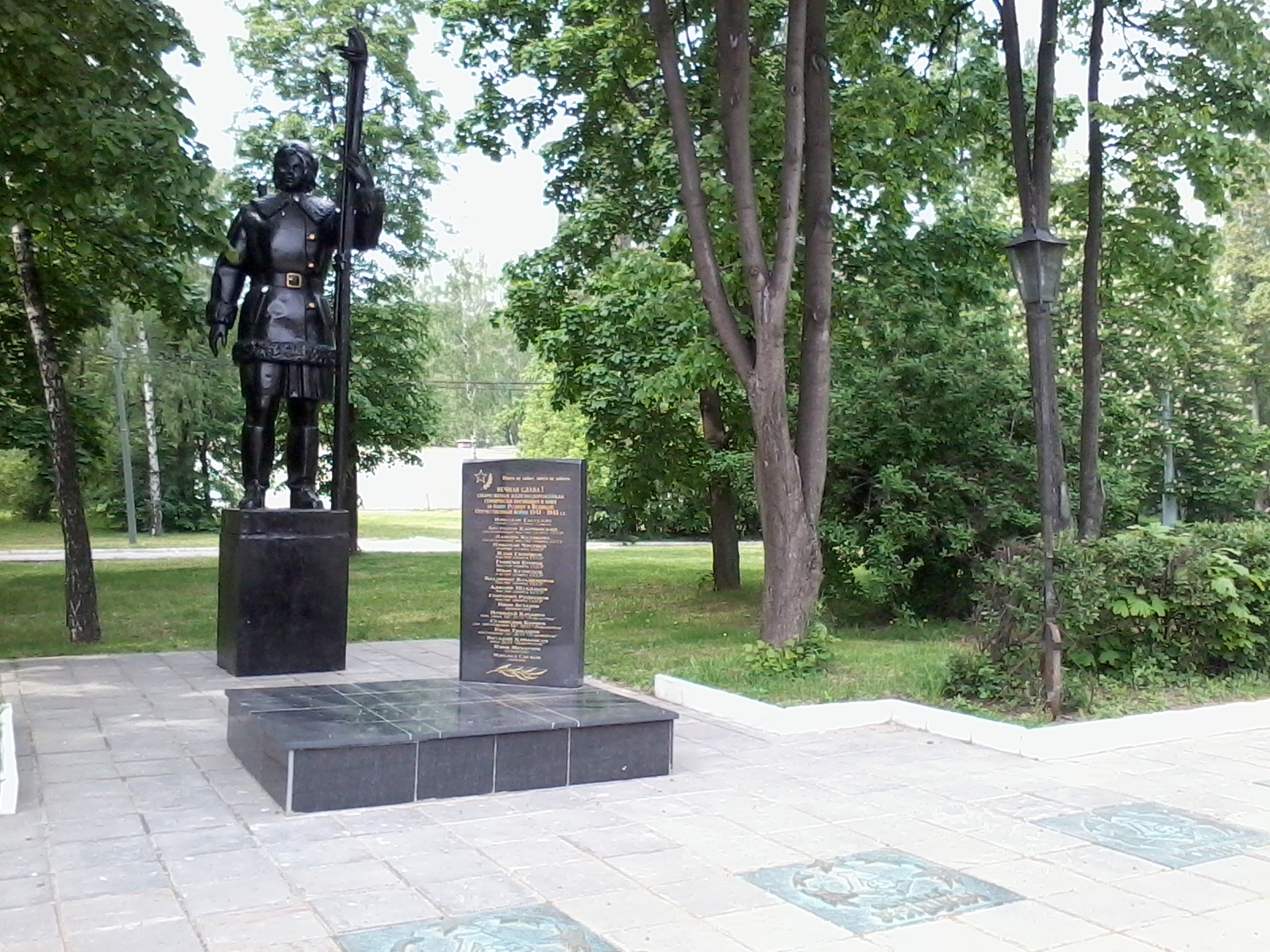
Аллея Славы